# Kerem Bürsin
Kerem Bürsin (Istanbul, 4 giugno 1987) è un attore, produttore cinematografico e modello turco, noto per aver interpretato il ruolo di Kerem Sayer / Güneş Sayer nella serie Güneşi Beklerken, per quello di Yiğit Kılıç nella serie Şeref Meselesi, per quello di Serkan Bolat nella serie Love Is in the Air (Sen Çal Kapımı) e per quello di Ateş Arcalı nella serie If You Love (Ya Çok Seversen).

## Biografia
Nato nel 1987 a Istanbul (Turchia) dalla madre Çiğdem e dal padre Pamir Bürsin, Kerem è il fratello minore della fotografa Melis. Ha trascorso l'infanzia in diversi paesi asiatici, americani ed europei; ha iniziato a viaggiare con la famiglia all'età di dieci mesi a causa del lavoro del padre Pamir, ingegnere petrolifero. Ha dichiarato di aver vissuto a Istanbul, Ankara, Edimburgo, Medan, Giacarta, Dubai, Abu Dhabi, Sugar Land, Kuala Lumpur, Boston e Los Angeles.
Ha frequentato le scuole superiori in Sugar Land, nello stato del Texas e si è laureato in comunicazione e marketing presso la Emerson College di Boston. In quegli anni ha scoperto e coltivato la propria passione per la recitazione, partecipando ad audizioni e spettacoli che gli sono valsi diversi premi, lavorando nel frattempo come autista e cameriere per mantenersi. Il suo ruolo più importante in quegli anni è stato quello di Cristoforo Colombo in una trasposizione teatrale del romanzo The Mariner di Don Nigro. Ha studiato con gli attori Eric Morris e Carolyn Pickman e recita in inglese e in turco.
Dopo un ruolo minore nel film Thursday (2006), nel 2008 ha recitato nel cortometraggio The Architect, ricevendo una candidatura agli Evvy Awards per la migliore interpretazione. Trasferitosi a Los Angeles, dove ha concluso l'ultimo semestre universitario, è entrato nel cast di due film prodotti da Roger Corman: Sharktopus diretto da Declan O'Brien nel 2010 e Shen gong yuan ling nel 2013.
Nel 2013 ha lasciato gli Stati Uniti d'America per tornare nella natale Istanbul, dove ha avuto modo di farsi conoscere dal grande pubblico turco interpretando Kerem Sayer, uno dei protagonisti della serie televisiva Güneşi Beklerken. L'anno successivo, nel 2014, è stato diretto dal noto regista turco Çağan Irmak nel film Unutursam Fısılda, per poi tornare in TV con la serie Şeref Meselesi, ispirata alla serie italiana L'onore e il rispetto.
Nel 2017 il ruolo del tormentato marinaio Ali nella serie Bu Şehir Arkandan Gelecek, in cui ha recitato con Leyla Lydia Tuğutlu, gli è valso il premio Seoul International Drama Awards come Miglior attore.
Nel 2018 ha recitato e co-prodotto la serie Netflix Immortals (Yaşamayanlar). Nel 2018 e nel 2019 è tornato in TV come co-protagonista nella serie Muhteşem İkili in coppia con İbrahim Çelikkol, affiancato da Özge Gürel e Öykü Karayel.
Nel 2020 e nel 2021 ha interpretato il ruolo dell'architetto Serkan Bolat sul set di Love Is in the Air (Sen Çal Kapımı), insieme alle attrici Hande Erçel, Neslihan Yeldan e Bige Önal. Nello stesso periodo ha partecipato alla serie romantica e umoristica Aynen Aynen in cui il suo personaggio, Deniz, cerca di spiegare la propria relazione con la moglie Nil (Nilperi Sahinkaya) da un punto di vista maschile.
Nel 2022 è stato diretto dal regista Cüneyt Karakuş nel film indipendente Eflâtun, premiato con il CGV Mars Film Distribution Prize. In questo lungometraggio ha impersonato il ruolo di Oflaz, un uomo alla ricerca di una donna cieca chiamata Eflâtun (İrem Helvacıoğlu). Nel 2023 ha ottenuto il ruolo di Ateş Arcalı nella serie If You Love (Ya Çok Seversen),.Nel 2024 ha ricoperto il ruolo di Cem nel film di Prime Video Blue Cave (Mavi Mağara) accanto all'attrice Devrim Ozkan e nel 2025 quello di Mete nel film Şımarık diretto da Onur Ünlü, accanto all'attrice Melis Sezen.

### Modello e testimonial
Kerem Bürsin è stato testimonial di diversi marchi, tra cui Nike, Under Armor, BMW, H&M e Turkish Airlines.
Ha posato per le copertine di Grazia (2015), Marie Claire (2016), Esquire (2017, 2022), Elle (2014-2015, 2018, 2021), GQ (2014, 2020) e Vogue (2014, 2021-2022).

## Impegno sociale

### Attivismo
Kerem Bürsin ha oltre 11 milioni di followers su Instagram ed è molto attivo sul fronte della tutela ambientale, dei diritti dell'infanzia e contro la violenza sulle donne.
Nel 2014 è stato uno degli attori che hanno partecipato all'Ice Bucket Challenge in favore della SLA.
Dopo aver sostenuto il lancio delle favole Awake not sleeping e la campagna #Ido del movimento HeforShe dell'Ente delle Nazioni Unite per l'uguaglianza di genere e l'empowerment femminile (UN Woman), il 2 aprile 2015 compare nel video promozionale della campagna per la parità di genere lanciata da HeforShe in Turchia con gli attori Mert Fırat, Buğra Gülsoy, Serkan Altunorak, Sarp Levendoğlu e le attrici Farah Zeynep Abdullah, Arzum Onan, Özge Özpirinçci e Selma Ergeç. A dicembre 2021 è diventato il primo portavoce turco del movimento.
L'8 ottobre 2015 ha tenuto un discorso a Istanbul durante la conferenza "Empowerment of Girls through Education" organizzata dalla Fondazione "Aydın Doğan", in collaborazione con UNICEF, UNFPA e UNWomen nell'ambito della prima Giornata internazionale delle bambine, dedicata al tema Stronger girls, stronger tomorrows.
Nel 2017, in occasione del settantesimo anniversario del UNICEF, insieme alla scrittrice Ayşe Kulin, ha presentato l'asta delle donazioni a favore dei minori durante l'annuale serata di gala del Fondo.
A dicembre 2021 è stato coinvolto nel progetto Colorful schools project di Lipton, azienda di cui è anche testimonial.

## Filmografia

### Attore

#### Cinema
- Thursday, regia di Thadd Williams (2006)
- Sharktopus, regia di Declan O'Brien (2010)
- Wendigo, regia di Tina Densmore Bell (2010)
- Palace of the Damned, regia di Antony Szeto (2013)
- Unutursam Fısılda, regia di Cagan Irmak (2014)
- Can Feda, regia di Çagatay Tosun (2018)
- Iyi Oyun, regia di Umut Aral (2018)
- Eflâtun, regia di Cuneyt Karakus (2022)
- A todo tren 2: Ahora son ellas, regia di Inés de León (2022)
- Son of a Rich, regia di Onur Ünlü (2024)
- Blue Cave (Mavi Mağara), regia di Altan Dönmez (2024)
- Şımarık, regia di Onur Ünlü (2024)

#### Televisione
- Günesi Beklerken– serie TV, 54 episodi (Kanal D, 2013-2014)
- Ulan Istanbul – serie TV, 1 episodio (Kanal D, 2014-2015)
- Şeref Meselesi – serie TV, 26 episodi (Kanal D, 2014-2015)
- Bu Şehir Arkandan Gelecek – serie TV, 20 episodi (ATV, 2017)
- Immortals (Yaşamayanlar) – serie TV, 8 episodi (BluTV, 2018)
- Muhteşem İkili – serie TV, 12 episodi (Kanal D, 2018-2019)
- Love Is in the Air (Sen Çal Kapımı) – serie TV,  52 episodi (Fox, 2020-2021)
- Aynen Aynen – serie TV, 22 episodi (Kanal D, 2019-2021)
- If You Love (Ya Çok Seversen) – serie TV, 13 episodi (Kanal D, 2023)
- İkinci Raunt – serie TV (BluTV, 2024)
- Bi Tuhaf Hikaye – serie TV (2024)
- Platonik – serie TV (Netflix, 2025)

#### Cortometraggi
- Razor Man, regia di Keto Shimizu (2006)
- The Architect, regia Cameron Beyl (2007)
- Strawberry Melancholy, regia di Cameron Beyl (2007)
- Killian, regia di Tyler Bell (2008)
- The Swimmer, con Melis Bürsin (2012)

### Produttore

#### Cinema
- Kelebekler, regia di Tolga Karaçelik (2018)

#### Televisione
- Immortals (Yaşamayanlar) – serie TV (BluTV, 2018)
- Bi Tuhaf Hikaye – serie TV (2024)

#### Cortometraggi
- Kiss of Death, regia di Anh Phan (2010)
- Seçim, regia di Bahri Baykal (2022)

## Teatro
- Harold's Fall
- Mariner
- The Music Man
- Fiddler on The Roof
- All out

## Spot pubblicitari
- Doritos (2011)
- Line (2013)
- Turkcell Superonline (2014)
- Lipton Kiss of luck (2014)
- Mavi Jeans (2015-2016)
- Nike (2016-2017)
- Garanti Bank (2017)
- Nescafé (2018-2019)
- H&M (2019)
- Hublot (2019)
- Under Armour (2020-2023)
- BMW (2020-2023)
- Lipton Ice Tea (2021-2022)
- Turkish Airlines (2023)
- Zuber (2023)
- Bosh (2024)
- Kale (2024)
- Turkcell (2024)

## Doppiatori italiani
Nelle versioni in italiano dei suoi film e delle sue serie TV, Kerem Bürsin è stato doppiato da:
- Gabriele Vender[41] in Love Is in the Air,[42] in If You Love[43]
- Marco Vivio[44] in Blue Cave[45]
- Emiliano Coltorti in Immortals[46]

## Riconoscimenti
- Ayakli Gazete Stars of the Year Awards (Ayakli Gazete Yilin Yildizlari Odulleri)
  - 2014: Vincitore come Miglior attore in una serie televisiva per giovani per Güneşi Beklerken
  - 2021: Vincitore come Miglior attore in una serie televisiva romantica per Love Is in the Air (Sen Çal Kapımı)
  - 2021: Vincitore come Miglior coppia in una serie televisiva romantica per Love Is in the Air (Sen Çal Kapımı)
  - 2023: Vincitore come Miglior attore in una serie televisiva romantica per If You Love (Ya Çok Seversen)
- Crystal Mouse Awards (Kristal Fare Medya Odulleri)
  - 2014: Vincitore come Miglior attore per la serie Güneşi Beklerken
- Dilek Awards (Dilek Odulleri)
  - 2014: Vincitore come Miglior attore per la serie Güneşi Beklerken
- Ege Universitesi Medya Bulusmasi
  - 2014: Vincitore come Miglior attore per la serie Güneşi Beklerken[47]
- Galatasaray University Awards (GSU En Odulleri)
  - 2015: Vincitore come Miglior attore in una serie televisiva per la serie Şeref Meselesi
- GAÜ Golden Wings Awards – Digital Content Awards 2020 (Dijital İçerik Ödülleri 2020)
  - 2021: Vincitore come Miglior attore per la serie Love Is in the Air (Sen Çal Kapımı)
- Golden Objective Awards (Altin Objektif Odulleri)
  - 2014: Vincitore come Miglior attore per la serie Güneşi Beklerken
- GQ Turkey Rising Star of the Year (GQ Turkiye Yilin Yukselen Yildizi)
  - 2014: Vincitore come Stella emergente dell'anno
- Istanbul Technical University Success Awards (ITU Basari Odulleri)
  - 2015: Vincitore come Miglior attore cinematografico per il film Unutursam Fısılda
- Pantene Golden Butterfly Awards
  - 2021: Vincitore come Miglior coppia in una serie televisiva per Love Is in the Air (Sen Çal Kapımı) con Hande Erçel
  - 2021: Candidato come Miglior attore in una serie di commedia romantica per Aynen Aynen
  - 2021: Candidato come Miglior attore in una serie di commedia romantica per Love Is in the Air (Sen Çal Kapımı)
  - 2023: Vincitore come Miglior attore in una serie di commedia romantica per If You Love (Ya Çok Seversen)
- PRODU Award
  - 2021: Candidato come Miglior attore in una serie televisiva straniera per Love Is in the Air (Sen Çal Kapımı)
  - 2022: Vincitore come Miglior attore in una serie televisiva straniera per Love Is in the Air (Sen Çal Kapımı)
- Seoul International Drama Awards
  - 2017: Vincitore come Miglior attore per la serie Bu Şehir Arkandan Gelecek
- Stars of the Year Awards (Yilin Yildizlari Odulleri)
  - 2014: Vincitore come Miglior attore cinematografico per il film Unutursam Fısılda
- Turkey Youth Award
  - 2016: Candidato come Miglior film pubblicitario (Best Advertisement Movie) per Mavi con Serenay Sarıkaya
  - 2016: Candidato come Miglior attore televisivo per Şeref Meselesi
  - 2017: Candidato come Miglior attore per la serie Bu Şehir Arkandan Gelecek
  - 2022: Vincitore come Miglior attore televisivo per la serie Love Is in the Air (Sen Çal Kapımı)
- TV Yıldızılari Ayaklı Gazete Ödülleri Töreni
  - 2021: Vincitore come Miglior coppia in una serie televisiva per Love Is in the Air (Sen Çal Kapımı) con Hande Erçel
  - 2021: Vincitore come Miglior attore in una serie televisiva romantica per Love Is in the Air (Sen Çal Kapımı)
- Yıldız Technical University 2021 Award Ceremony
  - 2020: Vincitore come Attore televisivo più ammirato